# Куйбышевский район (Самара)
Куйбышевский район — самый южный из внутригородских районов города Самары.
Находится в южной части города на левом берегу реки Самары. Состоит из 15 посёлков и 7 микрорайонов: Засамарская слобода, 116 км, 113 км, Кряж, Рубёжный, Кирзавод, Военный городок, Сухая Самарка, Волгарь, Водники, Озёрный.
Район занимает площадь в 8031 га. Это низменность, большая часть которой заливается весенними водами. С остальными районами города Куйбышевский связан двумя мостами через реку Самару: Старым и Фрунзенским.
На территории района расположены крупные промышленные предприятия: нефтеперерабатывающий завод, «Волгабурмаш», «Теплант» (бывший «Термостепс-МТЛ»), завод сельскохозяйственного машиностроения, резервуарный завод и другие. Проходит железнодорожная линия.
В Куйбышевском районе находится 15 школ, несколько детских садов, медицинский комплекс «Городская больница № 10», Самарский политехнический колледж, стадион «Нефтяник», дворец культуры «Нефтяник».

## История
Был создан 10 августа 1943 года указом Президиума Верховного Совета СССР за счёт разукрупнения Дзержинского района, на месте бывшего пристанционного посёлка «Кряж», посёлка «Засамарская Слобода» и прилегающих к ним земель в связи с необходимостью строительства здесь нефтеперерабатывающего завода.
Посёлок «116 км» первоначально носил название «Ново-Стройка». В 1946 году в посёлке «Ново-Стройка» имелось 6 бараков и 14 кирпичных домов. В начале 1950-х годов построена столовая, продовольственный и промтоварный магазины, два общежития, детский сад, военкомат, поликлиника, действовал клуб. Посёлок в то время имел название «Соцгород», такое же наименование получила близлежащая железнодорожная платформа (ранее носившая название «116 км»).
Обсуждалось включение нового жилого массива «Южный город» в состав Куйбышевского района, но многие жители Южного не согласились, и решение этого вопроса было отложено.

## Население
| 1959    | 1970    | 1979    | 1989    | 2002    | 2010    | 2012    | 2013    | 2014    |
| ------- | ------- | ------- | ------- | ------- | ------- | ------- | ------- | ------- |
| 59 506  | ↗72 530 | ↘72 474 | ↘71 739 | ↗80 727 | ↗86 280 | ↗86 868 | ↗87 524 | ↗87 647 |
| 2015    | 2016    | 2017    | 2018    | 2019    | 2020    | 2021    |         |         |
| ↗87 663 | ↘87 500 | ↘86 959 | ↗87 202 | ↗87 473 | ↗88 876 | ↗97 367 |         |         |

## Благоустройство района
Сквер Речников
В районе Сухая Самарка много лет существовал в заброшенном виде сквер Речников. Летом 2020 года в свкере начались большие ремонтные работы и сквер преобразился, в нём появились: сухой фонтан, детская площадка, обновлена спортплощадка, Большое внимание было уделено ландшафтному дизайну и зонам отдыха. Сквер превратился в точку притяжения всего района. Ещё в сквере можно посмотреть на стоянку старых кораблей.

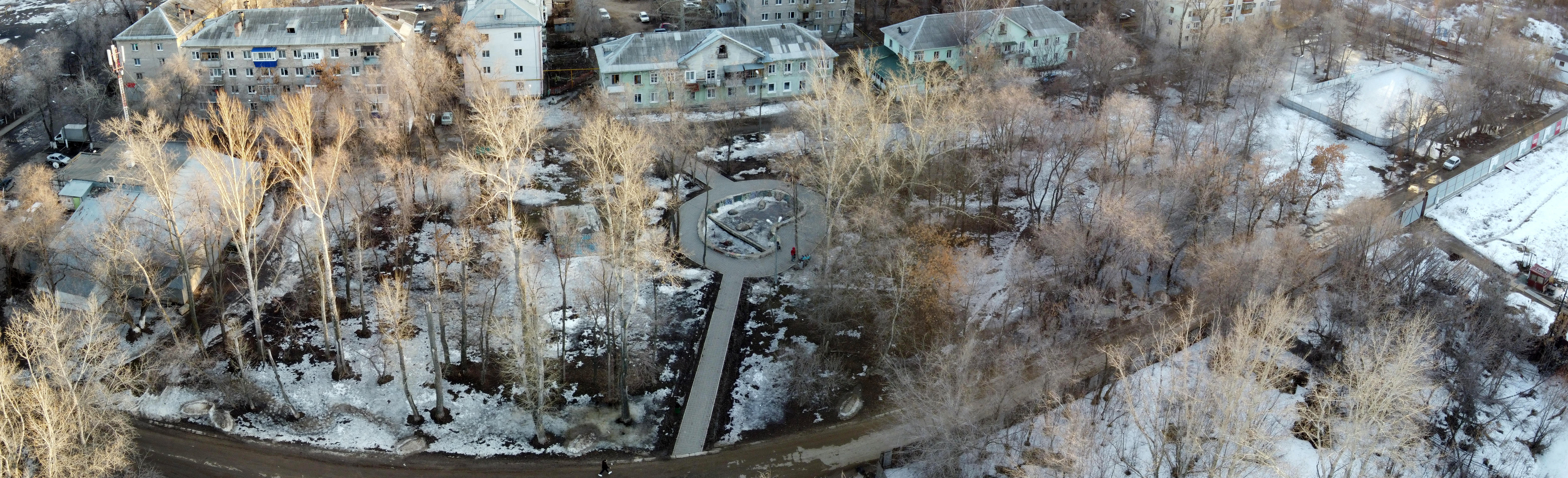
Сквер Речников ДО ремонта
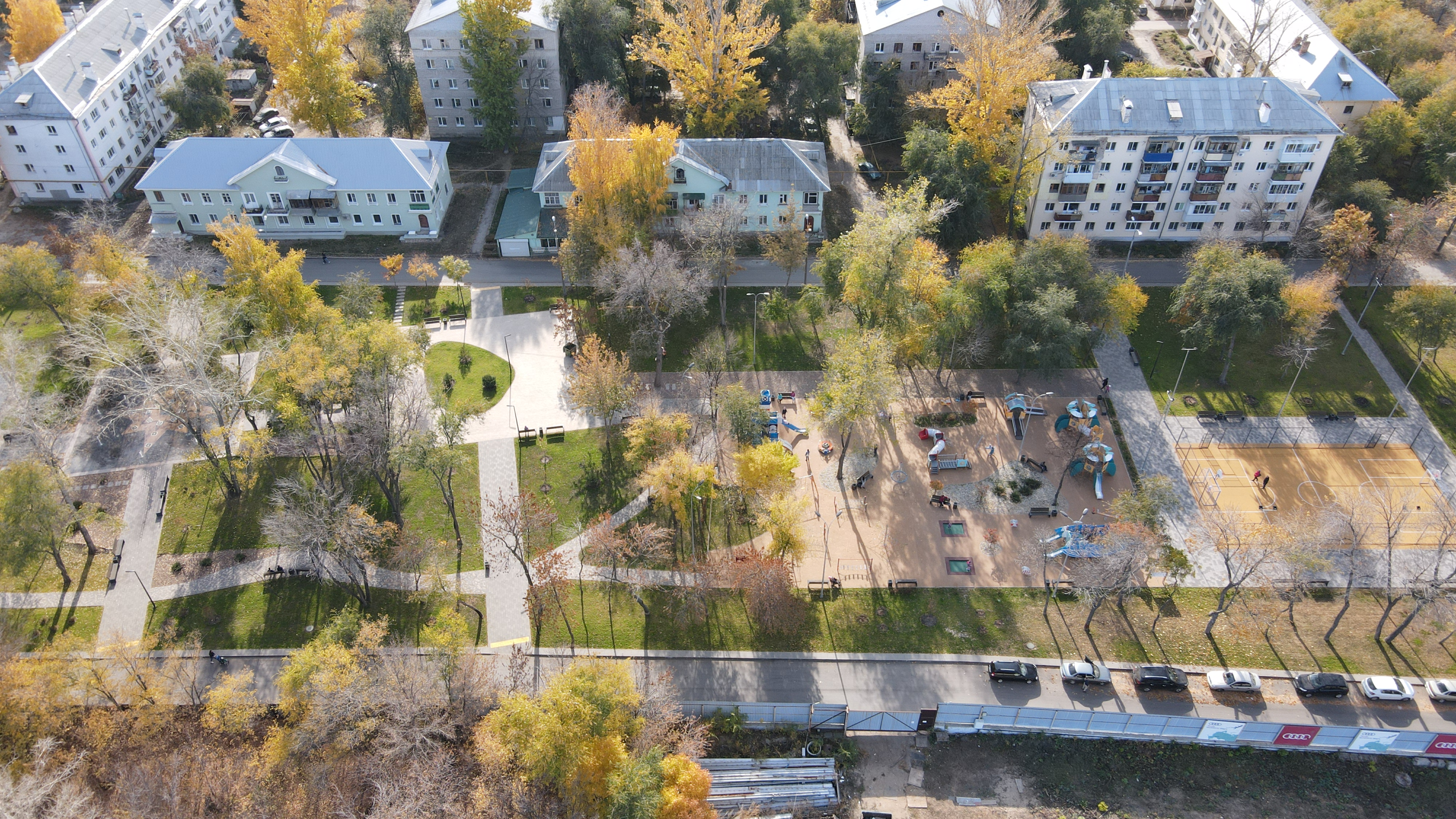
Вид на сквер Речников ПОСЛЕ ремонта
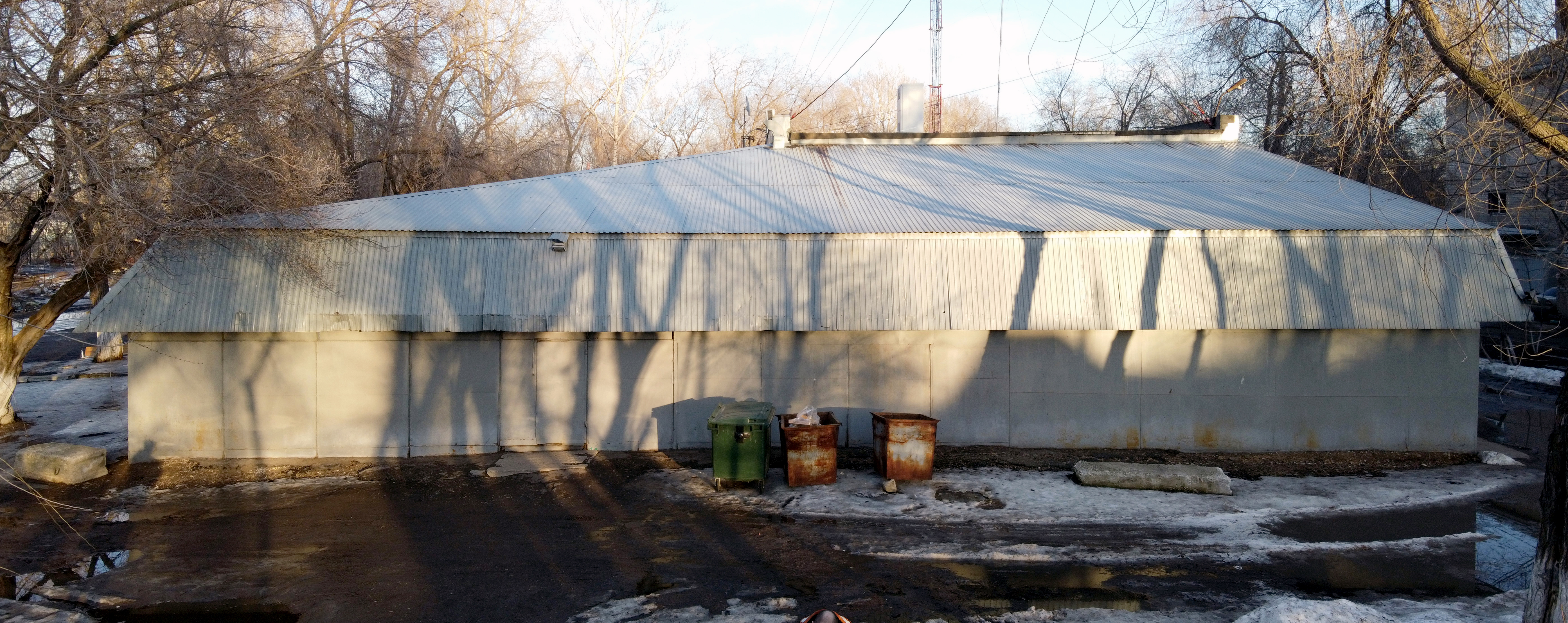
Стена ТЦ в сквере Речников ДО
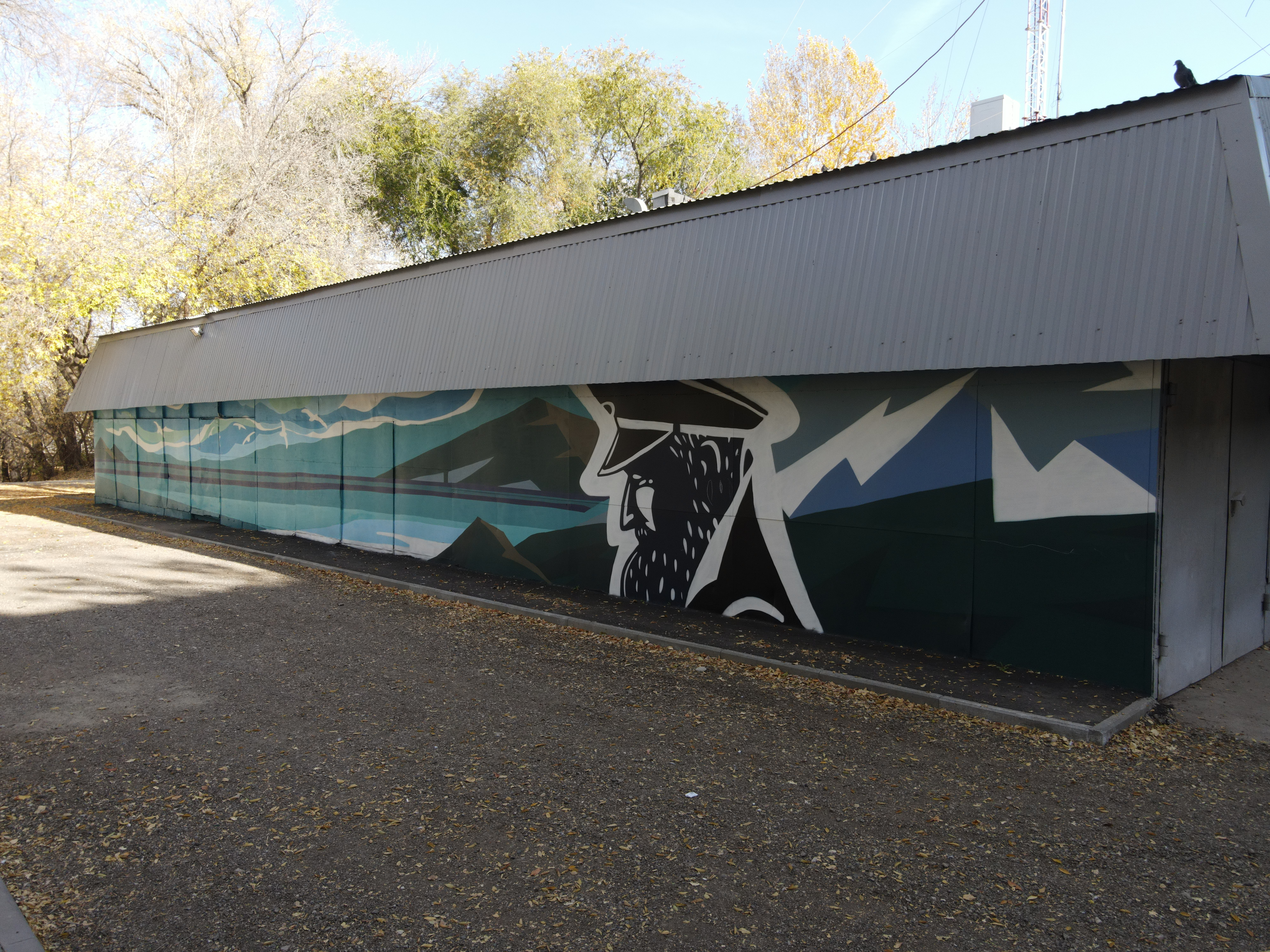
Стена в Сквере речников После
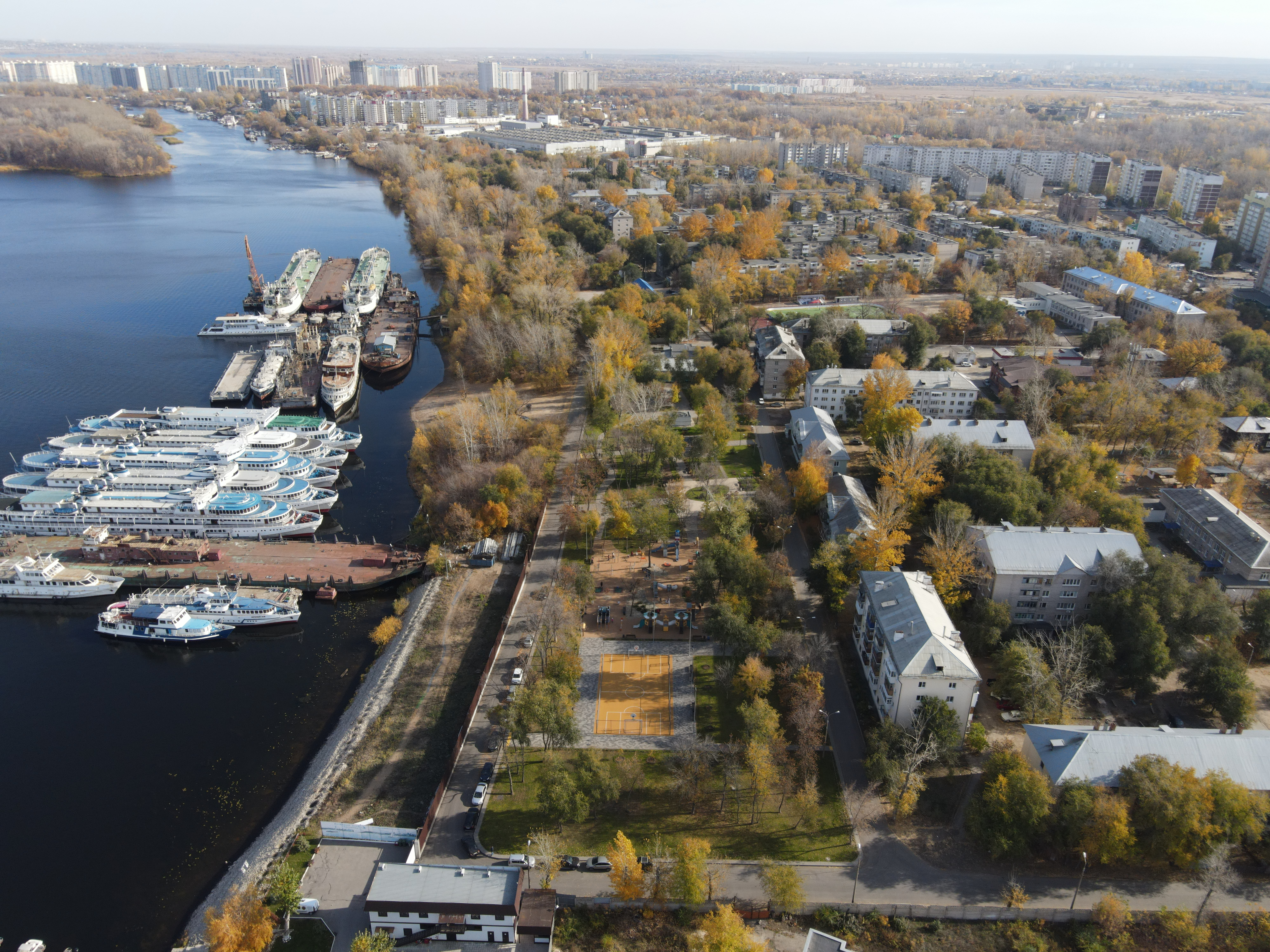
Сквер речников после ремонта
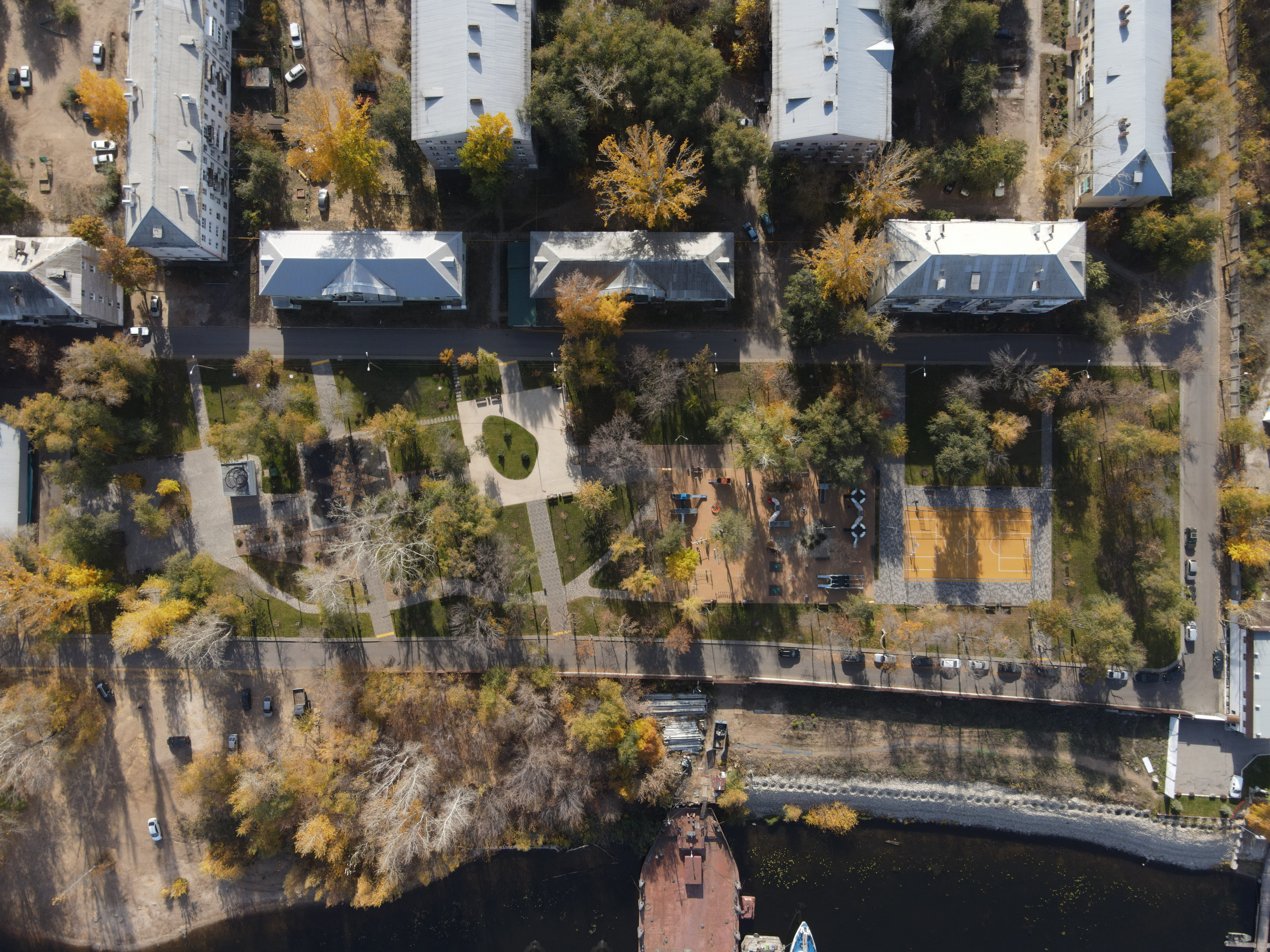
Сквер речников сверху

Общественное пространство в Рубёжном
В 2020 году в посёлке Рубёжном на Стадионном проезде обновилось общественное пространство.. Появились: современная детская площадка, сцена для концертов, пллщадка для занятий спортом на открытом воздухе.

Были проложены новые дорожки и посажена елка.

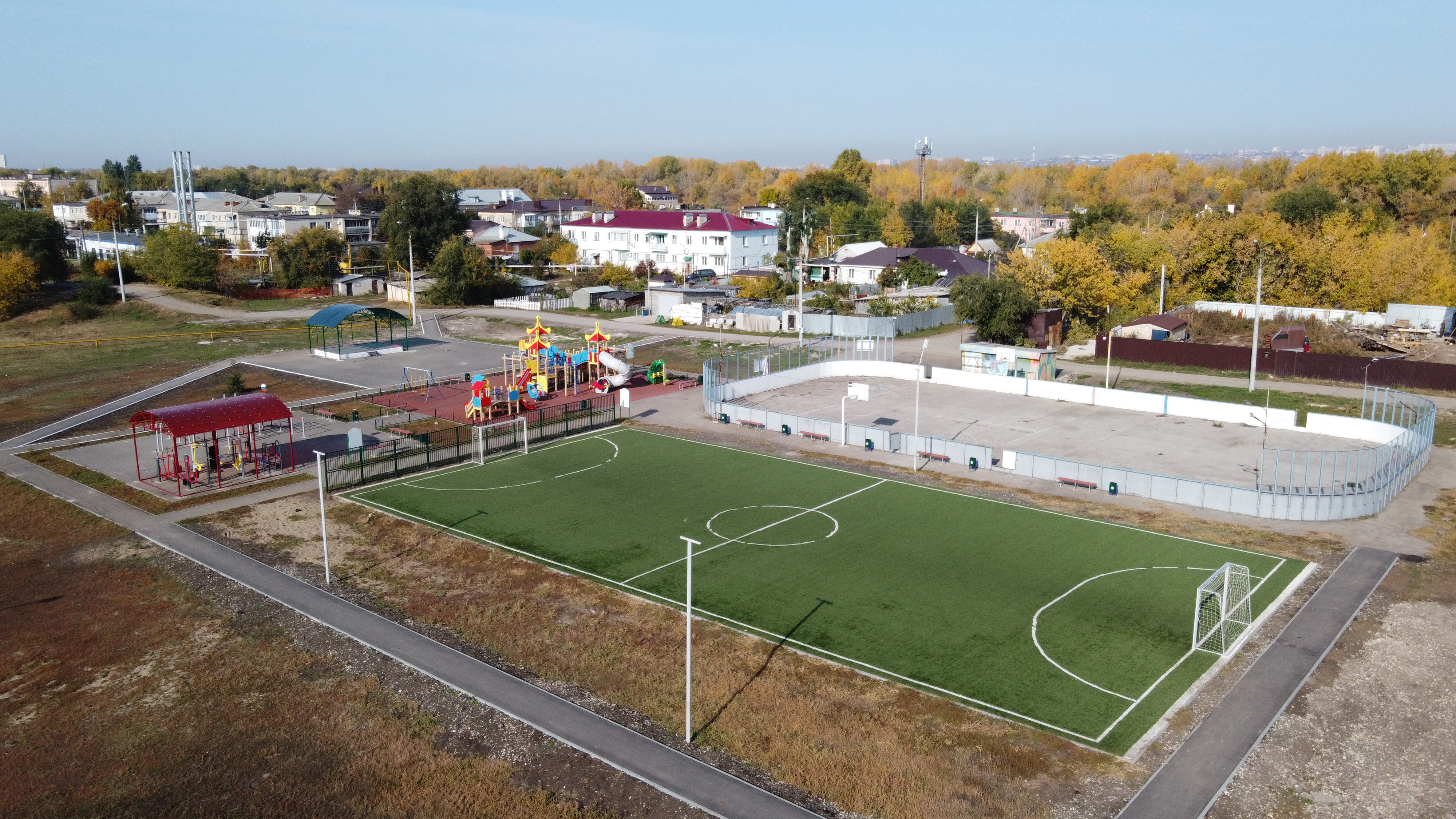
Общественное пространство в Рубёжном
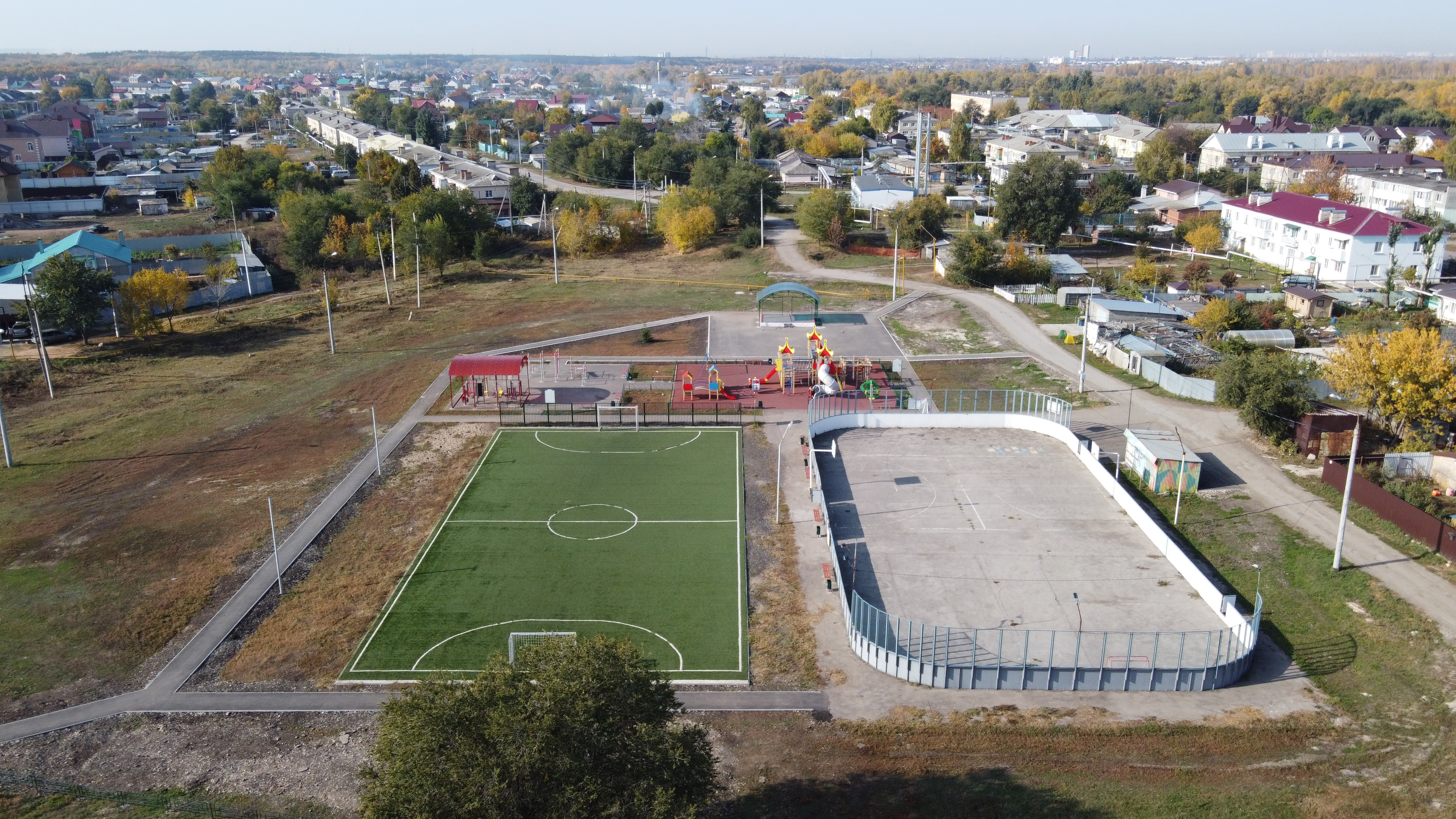
Общественное пространство в Рубёжном

## Общественный транспорт
- Автобусы: 5д, 17, 26, 32, 48д, 66, 76, 108, 119, 177, 127, 128, 140, 140а, 215, 392, 492[29]
- Троллейбус: 6
- Пригородные электропоезда. Ж/д платформы:
  - Парк Дружбы Народов (ранее «Красный Кряжок»)
  - Соцгород (ранее «116 км»)
  - Конструкторская